# Omoloj
L'Omoloj (anche traslitterato come Omoloy) è un fiume della Russia siberiana nordorientale (Repubblica Autonoma della Jacuzia-Sacha), tributario del Mare di Laptev.
Nasce dalla catena dei monti Sietindėnskij (Сиетиндэнский хребет), propaggine nordorientale dei Monti di Verchojansk; scorre in un territorio prevalentemente pianeggiante, paludoso e ricco di laghi (circa 14.000), mantenendo direzione nord-nordest parallelamente alla catena dei monti Kular. A valle dell'insediamento di Hajyr compie una decisa svolta verso nordovest percorrendo la parte occidentale del bassopiano della Jana e dell'Indigirka; sfocia nel Mare di Laptev, in una sua piccola insenatura chiamata golfo di Buor-Chaja.
I principali affluenti dell'Omoloj sono: Uchuruk (138 km), Sietindže (98 km), Kuranach-Jurjach (126 km), Arga-Jurjach (214 km) dalla sinistra idrografica, Ulachan-Kjuėgjuljur (159 km) dalla destra.
Il fiume scorre in un territorio pochissimo popolato, data la sua locazione completamente ben oltre il Circolo polare artico; il clima molto rigido provoca periodi di gelo che vanno, in media, da fine settembre ai primi di giugno. Nel bacino del fiume, specialmente nella zona dell'estuario, è sviluppata la pesca (omul').